# Saison 1939-1940 de l'Associação Académica de Coimbra
Maillots
Dernière mise à jour : 25 avril 2014.
Chronologie
Saison précédente Saison suivante
La saison 1939-1940 est la sixième saison du club des étudiants en championnat du Portugal de I Divisão. Après avoir gagné le championnat de l'AF Coimbra, l'Académica participe au championnat du Portugal dont il termine à la sixième place. Le club est éliminé dès le premier tour de la coupe du Portugal, par un club évoluant en deuxième division.
Pour la seconde saison consécutive, l'équipe est dirigée par l'entraîneur portugais Albano Paulo.

## Effectif
Peu de modifications sont à noter en ce qui concerne l'effectif comparé à la saison passée, c'est pour cela que le cœur d'âme des étudiants restent le même que l'an passé. Il reste à noter l'émergence du jeune Joaquim João (19 ans), mais aussi la confirmation de Manuel Da Costa et surtout la première sélection en équipe nationale d'un joueur de la capitale estudiantine, Alberto Gomes.

### Sélection internationale
| Joueur        | Sélection | Type de match(s) | Date(s)         |
| Alberto Gomes | A         | Match amical     | 28 janvier 1940 |

## Les rencontres de la saison

### Campeonato Nacional da I Divisão
Le FC Porto, tenant du titre, termine 3e du championnat régional et ne peut donc pas défendre son titre, puisque seuls les deux premiers sont directement qualifiés pour le championnat national. La solution trouvée est d'étendre l'épreuve de 8 à 10 clubs.
Comme l'an passé l'Académica rencontre lors des trois premières journées, les fameux trois grands, ce qui fait trois défaites consécutives et donc une mauvaise entame de championnat. Au terme des matchs aller la Briosa compte 4 défaites, 2 nuls et 2 victoires. La 3e journée face au Carcavelinhos FC est reporté au mois d'avril.
Lors de la seconde parti du championnat, l'Académica offre un tout autre visage en remportant 5 matchs dont un face au SL Benfica gagné 5 buts à 4, rappelant de bons souvenirs de la finale de la coupe du Portugal de la saison passée.
| Date            | Journée | Adversaire       | Lieu | Score | Buteurs de l'AAC                                                         | Class. | Public |
| --------------- | ------- | ---------------- | ---- | ----- | ------------------------------------------------------------------------ | ------ | ------ |
| 14 janvier 1940 | J01     | Sporting CP      | Dom. | 2 - 5 | Nini 52e, Manuel da Costa 71e                                            | -e     | n.c.   |
| 6 février 1940  | J02     | SL Benfica       | Ext. | 4 - 1 | Alberto Gomes 89e                                                        | -e     | n.c.   |
| 11 février 1940 | J04     | FC Porto         | Dom. | 0 - 2 | -                                                                        | -e     | n.c.   |
| 18 février 1940 | J05     | FC Barreirense   | Ext. | 2 - 0 | -                                                                        | -e     | n.c.   |
| 25 février 1940 | J06     | Leixões SC       | Ext. | 3 - 3 | Joaquim João 28e, Alberto Gomes 58e, Pimenta 70e                         | -e     | n.c.   |
| 3 mars 1940     | J07     | Os Belenenses    | Dom. | 2 - 2 | Joaquim João 3e, Manuel da Costa 80e                                     | -e     | n.c    |
| 10 mars 1940    | J08     | Vitória Setúbal  | Dom. | 5 - 0 | Joaquim João 11e & 53e, Alberto Gomes 24e, Pimenta 66e & 71e             | -e     | n.c    |
| 17 mars 1940    | J09     | Académico FC     | Dom. | 5 - 2 | Alberto Gomes 13e, Rui Cunha 19e & 50e, Peseta 22e & 32e,                | -e     | n.c    |
| 24 mars 1940    | J10     | Sporting CP      | Ext. | 6 - 1 | Alberto Gomes 37e                                                        | -e     | n.c.   |
| 31 mars 1940    | J11     | SL Benfica       | Dom. | 5 - 4 | Csc 34e, Nini 51e, Manuel da Costa 52e, Rui Cunha 61e, Alberto Gomes 63e | -e     | n.c.   |
| 3 avril 1940    | J03     | Carcavelinhos FC | Ext. | 0 - 4 | Joaquim João 3e, 25e & 26e, Manuel da Costa 52e                          | -e     | n.c.   |
| 7 avril 1940    | J12     | Carcavelinhos FC | Dom. | 2 - 2 | Alberto Gomes 73e, Joaquim João 80e                                      | -e     | n.c.   |
| 14 avril 1940   | J13     | FC Porto         | Ext. | 6 - 0 | -                                                                        | -e     | n.c.   |
| 21 avril 1940   | J14     | FC Barreirense   | Dom. | 5 - 1 | Rui Cunha 4e, 45e & 85e, Manuel da Costa 67e, Peseta 71e                 | -e     | n.c.   |
| 21 avril 1940   | J15     | Leixões SC       | Dom. | 3 - 1 | Nini 52e, Manuel da Costa 79e, Peseta 87e                                | -e     | n.c.   |
| 5 mai 1940      | J16     | Os Belenenses    | Ext. | 5 - 0 | -                                                                        | -e     | n.c    |
| 12 mai 1940     | J17     | Vitória Setúbal  | Ext. | 1 - 2 | Peseta 22e & 38e                                                         | -e     | n.c    |
| 19 mai 1940     | J18     | Académico FC     | Ext. | 8 - 2 | Joaquim João 35e, Peseta 86e                                             | 6e     | n.c    |

Légende
Dom. = à domicile; Ext. = à l'extérieur; Class. = classement

### Taça de Portugal
Vainqueur de la coupe l'an passée, l'Académica fait figure de favoris ainsi que les "trois grands". Lors du premier tour elle est opposée au Boavista FC, club évoluant en deuxième division et ayant terminé 4e du championnat de l'AF Porto. Lors du match aller à Porto, la Briosal'emporte facilement 5 à 1 et se voit qualifié pour le tour suivant, mais c'est sans compter sur la volonté des "portistes", qui réalisent la reviravolta en s'imposant largement 5 à 0, éliminant ainsi les tenants du titre.
| Date        | Tour        | Adversaire  | Lieu | Score | Buteurs de l'AAC                                                   | Public |
| ----------- | ----------- | ----------- | ---- | ----- | ------------------------------------------------------------------ | ------ |
| 26 mai 1940 | 1/8e Aller  | Boavista FC | Ext. | 1 - 5 | Joaquim João (1), Manuel da Costa (1), Alberto Gomes (1), Nini (2) | n.c.   |
| 2 juin 1940 | 1/8e Retour | Boavista FC | Dom. | 0 - 5 | -                                                                  | n.c.   |

Légende
Dom. = à domicile; Ext. = à l'extérieur

## Statistiques

### Statistiques buteurs
Ce tableau récapitule l'ensemble des statistiques des buteurs dans les différentes compétitions disputées lors de la saison.
| Place   | Nom             | Campeonato Nacional da I Divisão | Taça de Portugal | TOTAL des BUTS |
| 1       | Joaquim João    | 9 buts                           | 1 but            | 10 buts        |
| 2       | Alberto Gomes   | 8 buts                           | 1 but            | 9 buts         |
| 3       | Peseta          | 7 buts                           | 0                | 7 buts         |
| 4       | Manuel da Costa | 6 buts                           | 1 but            | 7 buts         |
| 5       | Rui Cunha       | 6 buts                           | 0                | 6 buts         |
| 6       | Nini            | 3 buts                           | 2 buts           | 5 buts         |
| 7       | Pimenta         | 2 buts                           | 0                | 2 buts         |
| Détails | 7 buteurs       | 41 buts                          | 5 buts           | 46 BUTS        |

### Joueurs utilisés toutes compétitions
Ce tableau récapitule l'ensemble des statistiques des joueurs dans les différentes compétitions disputées lors de la saison 1939-40 (hors matches amicaux et championnat de l'AF Coimbra).
| Nat. | Nom                | Campeonato Nacional da I Divisão | Campeonato Nacional da I Divisão | Campeonato Nacional da I Divisão | Campeonato Nacional da I Divisão | Taça de Portugal | Taça de Portugal | Taça de Portugal | Taça de Portugal | Total | Total       | Total  | Total        |
| Nat. | Nom                | M.j.                             | But inscrit                      | Averti                           | Carton rouge                     | M.j.             | But inscrit      | Averti           | Carton rouge     | M.j.  | But inscrit | Averti | Carton rouge |
|      | Alberto Gomes      | 18                               | 8                                | -                                | -                                | 2                | 1                | -                | -                | 20    | 9           | -      | -            |
|      | Manuel da Costa    | 18                               | 6                                | -                                | -                                | 2                | 1                | -                | -                | 20    | 7           | -      | -            |
|      | Octaviano          | 18                               | 0                                | -                                | -                                | 2                | 0                | -                | -                | 20    | 0           | -      | -            |
|      | Portugal           | 18                               | 0                                | -                                | -                                | 2                | 0                | -                | -                | 20    | 0           | -      | -            |
|      | Faustino           | 16                               | 0                                | -                                | -                                | 2                | 0                | -                | -                | 18    | 0           | -      | -            |
|      | Joaquim João       | 15                               | 9                                | -                                | -                                | 2                | 1                | -                | -                | 17    | 10          | -      | -            |
|      | Nini               | 15                               | 3                                | -                                | -                                | 2                | 2                | -                | -                | 17    | 5           | -      | -            |
|      | José Maria Antunes | 15                               | 0                                | -                                | -                                | 1                | 0                | -                | -                | 16    | 0           | -      | -            |
|      | Pimenta            | 14                               | 2                                | -                                | -                                | 1                | 0                | -                | -                | 15    | 2           | -      | -            |
|      | Peseta             | 10                               | 7                                | -                                | -                                | 2                | 0                | -                | -                | 12    | 7           | -      | -            |
|      | Acácio             | 9                                | 0                                | -                                | -                                | 2                | 0                | -                | -                | 11    | 0           | -      | -            |
|      | Tibério            | 9                                | 0                                | -                                | -                                | 0                | 0                | -                | -                | 9     | 0           | -      | -            |
|      | César Machado      | 8                                | 0                                | -                                | -                                | 0                | 0                | -                | -                | 8     | 0           | -      | -            |
|      | Lomba              | 3                                | 0                                | -                                | -                                | 2                | 0                | -                | -                | 5     | 0           | -      | -            |
|      | Rui Cunha          | 4                                | 6                                | -                                | -                                | 0                | 0                | -                | -                | 4     | 6           | -      | -            |
|      | Teixeira           | 3                                | 0                                | -                                | -                                | 0                | 0                | -                | -                | 3     | 0           | -      | -            |
|      | Renato             | 2                                | 0                                | -                                | -                                | 0                | 0                | -                | -                | 2     | 0           | -      | -            |
|      | Falcão             | 2                                | 0                                | -                                | -                                | 0                | 0                | -                | -                | 2     | 0           | -      | -            |
|      | Bentes             | 1                                | 0                                | -                                | -                                | 0                | 0                | -                | -                | 1     | 0           | -      | -            |

Légende
Nat. = nationalité; M.j. = match(s) joué(s)

## Autres équipes
Les juniors arrivent cette saison en finale du Campeonato Nacional Juniores, mais perdent 1 à 0 face aux Unidos do Barreiro. Les jeunes ayant participé à cette belle épopée sont :
- Augusto Cameirão, Armando, Pinto da Rocha, Albino, Franco, Nana, Bentes, Parente, Bronze, Horta, Lebre et Gilberto.